# Fabian Böhm
Fabian Böhm, né le 24 juin 1989 à Potsdam, est un handballeur international Allemand évoluant au poste de demi-centre.

## Palmarès

### En club
- Finaliste de la Coupe d'Allemagne en 2018

### En équipe nationale
- 7e place au Championnat du monde 2015
- 4e place au Championnat du monde 2019
- 5e place au Championnat d'Europe 2020
- 12e place au Championnat du monde 2021